# 向村 (青森県)
向村（むかいむら）は、かつて青森県にあった村。

## 沿革
- 1889年（明治22年）4月1日 - 町村制施行により三戸郡大向村、小向村が合併し、向村が発足。
- 1936年（昭和11年）8月20日 - 三戸郡三戸町と境界の一部を変更。
- 1955年（昭和30年）4月20日 - 三戸郡平良崎村と合併して南部村となり消滅。